# Unified Threat Management
Уніфіковане управління загрозами, англ. Unified Threat Management (UTM) — всеохопне рішення в галузі мережевої безпеки. 
З 2004 отримало широкий ужиток як основний мережевий захисний шлюз для організацій. 
Виникло як еволюція традиційних брандмауерів у всеохопний безпековий продукт, який може виконувати кілька функцій безпеки в рамках одного пристрою: брандмауер мереж, запобігання вторгнень в мережу, антивірусний шлюз (AV), антиспамовий шлюз, VPN, фільтрація контенту, балансування навантаження, запобігання витоку даних і звітність.
Світовий ринок UTM в 2011 становив приблизно USD 1,2 млрд. 
Основні постачальники:
| Компанія                             | 2011 (млн $) | Частка ринку |
| ------------------------------------ | ------------ | ------------ |
| Fortinet                             | 228          | 19.6         |
| SonicWALL                            | 154          | 13.3         |
| Juniper Networks                     | 138          | 11.8         |
| CheckPoint Software Technologies LTD | 127          | 10.9         |
| WatchGuard Technologies              | 127          | 10.9         |
| Cisco                                | 107          | 9.2          |
| Sophos (Astaro)                      | 73           | 6.3          |
| SECUI                                | 52           | 4.4          |
| Cyberoam                             | 47           | 4.0          |
| Barracuda Networks                   | 40           | 3.4          |
| Інші                                 | 71           | 6.1          |
| Разом                                | 1,163        | 100.0        |